# Спрінг-стріт (Мангеттен)
Спрінг-стріт (англ. Spring Street) — вулиця в Нижньому Мангеттені Нью-Йорк, яка проходить із заходу на схід через райони Хадсон-сквер, Сохо та Ноліта. Проходить паралельно та між Домінік-стріт, Брум-стріт і Кенмар-стріт (на південь), а також Вандам-стріт і Принс-стріт (на північ). Номери адрес зростають, коли Спрінг-стріт прямує на захід від Бауері до Вест-стріт уздовж річки Гудзон.
Проходячи через центр Сохо, Спрінг-стріт відома своїми лофтами для художників, ресторанами, модними та елітними бутиками, а також колекцією чавунних будівель.